# 23gy busz (Budapest)
A budapesti 23-as (gyors 23-as) jelzésű autóbusz a Boráros tér és Pesterzsébet, Ady Endre tér között közlekedett. A viszonylatot a Budapesti Közlekedési Zrt. üzemeltette. A járműveket a Dél-pesti autóbuszgarázs adta ki.

## Története
1970. december 15-én a Boráros tér és Pesterzsébet, Tátra tér között közlekedő 23A betétjáratot az új 123-as gyorsjárat váltotta fel, ami a Boráros tér és Pesterzsébet, Ady Endre tér között járt. A betétjárat átalakításával megszűnt a Kossuth Lajos utca – Mártírok útja – Nagy Sándor utca – Jókai Mór utca útvonalon történő megfordulás, ehelyett a gyorsjáratok a Tátra tér után a Jókai Mór utca – Nagy Sándor utca – Lázár utca útvonalon közlekedtek az Ady Endre térhez. 1977. január 3-án a 123-as jelzése 23-asra (gyors 23-as, piros 23-as) változott. 1978. augusztus 7-étől megállt a Lámpagyár megállóhelyen is. 1979. november 7-én útvonala módosult, a Baross utcán és a Határ úton át érte el a Soroksári utat. A korábbi Csepeli átjáró megállóhely megszűnt, helyette azonos névvel új megálló létesült a Baross utcában az Ady Endre tér felé, illetve a Ságvári Endre utca kereszteződésénél Ságvári Endre utca néven a Boráros tér felé. 1980. június 10. és 1981. december 20. között nem érintette a Tátra tér megállóhelyet, helyette az Erzsébet téren állt meg. 1981. április 9-étől a Boráros tér átépítési munkálatai miatt a Tinódi utcában létesített, Mester utca ideiglenes végállomásra érkezett. 1982. július 16-ától a Mester utca felé a Kossuth Lajos utca helyett az Ősz Szabó János utca – Erzsébet tér – Prieszol József utca – Széchenyi utca – Karmazsin utca – Petőfi utca – Prieszol József utca útvonalon közlekedett. Ugyanekkor az Ady Endre tér felőli Kossuth Lajos tér megállóhely megszűnt, helyette az új szakaszon létesítettek megállót Petőfi utca néven. A Boráros téri munkálatok befejeztével 1983. január 25-étől ismét a térre érkezett. 1985. október 5-étől a Boráros tér felé végig a Prieszol József utcán haladt, a Petőfi utca megállóhely helyett pedig újat létesítettek Pesterzsébet, városközpont néven. 1987. július 28-ától a Boráros tér felé az Erzsébet tér helyett a Ferenc utcán át közlekedett, az Ady Endre tér felé közlekedő járatok pedig Pesterzsébet központi részén a Kossuth Lajos utca helyett a Prieszol József utcán, az Erzsébet téren és az Ősz Szabó János utcán át haladtak; a Boráros tér felőli Pesterzsébet, Kossuth Lajos tér megállót megszüntették, a buszok a Prieszol József utcán, Pesterzsébet, városközpont megállóhelyen álltak meg. 2000 decemberétől a FÉG helyett a Timót utcánál állt meg. A 2008-as paraméterkönyv bevezetésével a 23-as busz jelzése 23E-re változott és megállóhelyei is módosultak.

## Útvonala
Megszűnése előtti útvonala
| Pesterzsébet, Ady Endre tér felé | Boráros tér felé |
| --- | --- |
| Boráros tér vá. – Soroksári út – Határ út – Baross utca – Topánka utca – Szent Erzsébet tér – Kossuth Lajos utca – Tátra tér – Jókai Mór utca – Lázár utca – Pesterzsébet, Ady Endre tér vá. | Pesterzsébet, Ady Endre tér vá. – Lázár utca – Jókai Mór utca – Tátra tér – Kossuth Lajos utca – Szent Imre herceg utca – Ferenc utca – Topánka utca – Baross utca – Határ út – Soroksári út – Boráros tér vá. |

## Megállóhelyei
| 0  | Boráros tér végállomás                                                  | 21 | Csepeli gyorsvasút 12, 12A, 12, 15, 23, 54, 54, 54E, 154 2, 2A, 4, 6 | Csepeli HÉV 2V, 12, 15, 23, 54, 55, 149V 2, 4, 6 |
| 2  | Közvágóhíd                                                              | 19 | Ráckevei HÉV 23, 54, 54, 79, 154 2, 23, 24, 31                       | Ráckevei HÉV 23, 54, 55, 103, 179 1, 2, 24       |
| 4  | Timót utca                                                              | 16 | Nem érintette                                                        | 23                                               |
| 7  | János utca                                                              | 13 | Nem érintette                                                        | 66                                               |
| ∫  | Csepeli átjáró                                                          | ∫  | Ráckevei HÉV, Pesterzsébet–Csepel HÉV 23, 51                         | Nem érintette                                    |
| ∫  | Kossuth Lajos tér                                                       | ∫  | 23, 48, 59, 66, 166                                                  | Nem érintette                                    |
| 9  | Pesterzsébet, városközpont                                              | 11 | Nem érintette                                                        | 19, 23, 48, 59, 66, 66, 166, Erzsébet            |
| 12 | Tátra tér                                                               | 7  | 23, 48, 66 30                                                        | 23, 48, 66 30, 52                                |
| 17 | Nagysándor József utca (Korábban: Lázár utca (↓), Nagy Sándor utca (↑)) | 3  | 23, 51 30                                                            | 23, 51, 151 30, 52                               |
| 21 | Pesterzsébet, Ady Endre tér végállomás                                  | 0  | 23, 123                                                              | 23, 99, 123                                      |